# IL25
IL25 (англ. Interleukin 25) – білок, який кодується однойменним геном, розташованим у людей на короткому плечі 14-ї хромосоми. Довжина поліпептидного ланцюга білка становить 177 амінокислот, а молекулярна маса — 20 330.
| 10         |  | 20         |  | 30         |  | 40         |  | 50         |
| ---------- |  | ---------- |  | ---------- |  | ---------- |  | ---------- |
| MRERPRLGED |  | SSLISLFLQV |  | VAFLAMVMGT |  | HTYSHWPSCC |  | PSKGQDTSEE |
| LLRWSTVPVP |  | PLEPARPNRH |  | PESCRASEDG |  | PLNSRAISPW |  | RYELDRDLNR |
| LPQDLYHARC |  | LCPHCVSLQT |  | GSHMDPRGNS |  | ELLYHNQTVF |  | YRRPCHGEKG |
| THKGYCLERR |  | LYRVSLACVC |  | VRPRVMG    |  |            |  |            |

A: Аланін

C: Цистеїн

D: Аспарагінова кислота

E: Глутамінова кислота

F: Фенілаланін

G: Гліцин

H: Гістидин

I: Ізолейцин

K: Лізин

L: Лейцин

M: Метіонін

N: Аспарагін

P: Пролін

Q: Глутамін

R: Аргінін

S: Серин

T: Треонін

V: Валін

W: Триптофан

Кодований геном білок за функцією належить до цитокінів. 
Задіяний у такому біологічному процесі, як альтернативний сплайсинг. 
Секретований назовні.